# Vrbovec
Vrbovec este un oraș în cantonul Zagreb, Croația, având o populație de 14.797 de locuitori (2011).

## Demografie
Componența etnică a orașului Vrbovec
     Croați (97,66%)
     Necunoscut (0,24%)
     Neclasificat (1,86%)
Componența confesională a orașului Vrbovec
     Catolici (94,82%)
     Fără religie și atei (1,68%)
     Necunoscută (1,4%)
     Alte religii (2,11%)
Conform recensământului din 2011, orașul Vrbovec avea 14.797 de locuitori. Din punct de vedere etnic, majoritatea locuitorilor (97,66%) erau croați. Apartenența etnică nu este cunoscută în cazul a 0,24% din locuitori. Din punct de vedere confesional, majoritatea locuitorilor (94,82%) erau catolici, cu o minoritate de persoane fără religie și atei (1,68%). Pentru 1,4% din locuitori nu este cunoscută apartenența confesională.